# Manuel Guijarro
Pour les articles homonymes, voir Guijarro.
Manuel Guijarro Arenas, né le 7 juillet 1998 à Albacete, est un athlète espagnol, spécialiste du 400 m.

## Carrière
Il détient le record national du relais 4 x 400 m en salle obtenu avec la médaille d’argent lors des Championnats d’Europe à Glasgow en 2019, qu'il améliore avec le relais national à Apeldoorn en 2025.

## Palmarès
| Date | Compétition                    | Lieu      | Résultat | Épreuve   | Temps        |
| ---- | ------------------------------ | --------- | -------- | --------- | ------------ |
| 2019 | Championnats d'Europe en salle | Glasgow   | 2e       | 4 x 400 m | 3 min 6 s 32 |
| 2025 | Championnats d'Europe en salle | Apeldoorn | 2e       | 4 x 400 m | 3 min 5 s 18 |

## Records
| Épreuve | Épreuve   | Temps   | Lieu    | Date            |
| ------- | --------- | ------- | ------- | --------------- |
| 200 m   | Plein air | 21 s 48 | Toledo  | 10 juin 2017    |
| 200 m   | En salle  | 21 s 49 | Valence | 3 février 2018  |
| 400 m   | Plein air | 46 s 51 | Getafe  | 22 juin 2018    |
| 400 m   | En salle  | 46 s 97 | Valence | 18 février 2018 |